# Abierto Internacional de Salinas
Abierto Internacional de Salinas é uma competição de tênis masculino realizado em Salinas, no Equador, em superfície de quadra dura, válida pelo ATP Challenger Tour. Oferece premiação de 40 mil dólares. A última edição ocorreu em 24 de fevereiro de 2014.